# Kim van Zeben
Kim Barbara van Zeben (Utrecht, 20 juli 1976) is een Nederlands theatermaker, cabaretier, actrice en presentator.

## Loopbaan
Van Zeben groeide op in Nieuwegein. Zij studeerde aan de Amsterdamse Toneelschool en Kleinkunstacademie in Amsterdam. Van Zeben is vier keer genomineerd voor een John Kraaijkamp Musical Award voor beste vrouwelijke bijrol (voor haar rollen in Woef Side Story, Pluk van de Petteflet, voor de rol van Catootje in Jan, Jans en de kinderen en haar rollen in Minoes).
Van Zeben liep stage in 2001 bij Toneelgroep Amsterdam in de voorstelling Oidipous onder regie van Pierre Audi en in 2002 bij Huis aan de Amstel in de voorstelling Schaduw onder regie van Ira Judkovskaja. Daarna volgden vele theaterproducties bij Senf Theaterpartners: Pluk van de Petteflet (regie: Bruun Kuijt), Jan, Jans en de kinderen (regie: Gijs de Lange), Van Hunebed tot Hyves met van Houts en de Ket, en Woef Side Story bij Theater Rotterdam onder regie van Pieter Kramer.
Hiernaast is ze ook een carrière gestart als theatermaker, ze heeft twee kleinkunst-/cabaretvoorstellingen gemaakt: Syndroom van Zeben en de Tweede van Zeben bij BOS Theaterproducties.
Vervolgens is zij haar eigen productiebedrijf begonnen, Kim van Zeben Theaterproducties, waaruit onder andere de jeugdvoorstelling Eendje in de regie van Marije Gubbels tot stand kwam.
Ook spreekt Van Zeben tal van stemmen in voor tekenfilms en reclames.
Ze is ook actief als presentatrice bij onder andere de cabarestafette en ze was jurylid bij All Together Now.

## Theater
- 2025: Willem & Frieda: Roze Verzet als Frieda Belinfante.
- 2022: 14 de musical als Nel Cruijff e.a. onder regie van Tom de Ket.
- 2019: Repelsteeltje en de blinde prinses, Theater Rotterdam onder regie van Pieter Kramer.
- 2019: Vrouw Houtebeen, Residentie Orkest.
- 2019: Kinderparade, Max Tak.
- 2018: Solovoorstelling Eendje tekst/idee: Kim van Zeben, regie: Marije Gubbels.
- 2018: Woefsidestory Theater Rotterdam, regie: Pieter Kramer, genomineerd Musicalaward beste vrouwelijke bijrol.
- 2016, 2017: Klucht! Theatergroep Bonte Hond, regie: René Geerlings.
- 2015: Soloprogramma: De Tweede van Zeben.[1]
- 2014: Musical Minoes, regie Geert Lageveen, BOS Theaterproducties, genomineerd Musicalaward beste vrouwelijke bijrol.
- 2013: Ik ben een Goochelaar, orkest theater Max Tak, regie Hans Thissen.
- 2012: Happy Garden, voorstelling van Servaes Nelissen i.s.m. Alles voor de Kunsten en Firma Rieks Swarte.
- 2011: Jip en Janneke door firma Rieks Swarte i.s.m. Bos Theaterproducties.
- 2010: 101 dalmatiërs rol van Cruella de Vil, regie Leopold Witte, Bos Theaterproducties.
- 2010: Van Hunebed tot Hyves, avondvullende cabaretvoorstelling met George van Houts en Tom de Ket, BOS Theaterproducties.
- 2009: Mimeproductie Blijspel in regie van Roy Peters.
- 2008: Swinging miss christmas, muziektheaterproductie bij Theaterhuis Alba, regie Saskia Mees.
- 2008: Wild boys muzikale mimeproductie i.s.m. Veemtheater en Over-het-IJ festival met o.a. Suzan Boogaerdt en Willemijn Zevenhuizen.
- 2008: Muziektheatervoorstelling Op reis met de Gouden Boekjes, regie Leopold Witte, BOS Theaterproducties i.s.m. Orkater.
- 2007: Muziektheatervoorstelling De kleine Mahagony Theaterhuis Alba in Den Haag, regie Saskia Mees.
- 2006: Muzikale theatervoorstelling Pluk redt de dieren onder regie van Bruun Kuijt met o.a. Wil van der Meer. Producent Jacques Senf en partners.
- 2005: Muzikale theatervoorstelling Jan Jans en de Kinderen, regie Gijs de Lange. Rol van Catootje. Genomineerd John Kraaijkamp Musicalaward beste vrouwelijke bijrol.
- 2004: Pierrot aan de lantaarn voorstelling op Oerol en Noorderzon, regie van Elien van den Hoek.
- 2004: Muzikale poppenvoorstelling Kikker, Theater Terra.
- 2003: Musical Pluk van de Petteflet onder regie van Bruun Kuijt. Genomineerd John Kraaykamp Musical Award beste vrouwelijke bijrol.
- 2002: Huis aan de Amstel (stage), rol in Schaduw, regie Ira Judkovskaia.
- 2001: Toneelgroep Amsterdam (stage), in ensemble van Oidipous. Met o.a. Pierre Bokma, Kitty Courbois en Joop Admiraal, regie Pierre Audi.
- 1997: Theatergroep De Nieuw Amsterdam, kroniek van een aangekondigde dood eindvoorstelling onder regie van Nilo Berrocal.

## Televisie & film
- 2023: Once Upon a Studio – Donald Duck.
- 2022-heden: Mickey Mouse – Donald Duck.
- 2019: Jurylid in All Together Now.
- 2019: Wat een verhaal[2] Omroep Max hoofdrol afl. 4 Jet.
- 2018: Billie telefilm, regie: Theo Maassen bijrol.
- 2017: Bijrol speelfilm Gek van Oranje, regie: Pim van Hoeven.
- 2017: Gastrol serie B.A.B.S. van KPN regie: Rita Horst.
- 2016: Bijrol speelfilm Dummie de Mummie en de tombe van Achnetoet.
- 2015: Alpacas BNNVARA seizoen 1, improvisatieprogramma.
- 2015: Bijrol De inspirator Hans Breetveld.
- 2014: Bijrol in Wiplala, regie Tim Oliehoek.
- 2012-2016: Mabel (stem) in Gravity Falls.
- 2012: Vaste rol Fred in serie Lesboos van Comedy Central NL film.
- 2005: Diego in Go, Diego, Go (nasynchronisatie).
- 2002: Hoofdrol in Comedylab aflevering Kaas en Noten[3], regie: Willem van de Sande Bakhuyzen.
- 2001: 2013: Gastrollen in o.a.: A'dam - E.V.A., VRijland, Villa Achterwerk, Daar vliegende panters, Shouf Shouf! de serie, Het Klokhuis en De Daltons, 7 jaar later.
- 1995: Bijrol in speelfilm De nieuwe moeder van Paula van der Oest, openingsfilm op het Nederlands Film Festival.